# パレスチナ民族評議会
パレスチナ民族評議会（パレスチナみんぞくひょうぎかい）（英: Palestinian National Council、PNC）はパレスチナ解放機構（PLO）の議決機関で、いわば国会にあたる機関である。組織の指導権を握り、内閣に相当する執行委員会（PLO EC）を選出する。PNCは通常2年ごとに会合を開く。決議案は3分の2の定足数と共に過半数の議決で可決される。PNCは議長を選出する。

## 構成
PNCの候補者は、パレスチナ解放機構執行委員会やパレスチナ民族評議会議長、パレスチナ解放軍最高指揮官を含む委員会から推薦されなければならない。
2003年現在、PNCの議長は、ザリム・ザヌンで、669人で構成されていて、88人は立法評議会（PLC）出身で、98人はヨルダン川西岸地区やガザ地区を代表し、483人はパレスチナディアスポラを代表している。PNCには多くのPLC構成員がいるとはいえ、パレスチナ自治政府の一部ではない。PLOとPNCの関係は、パレスチナ自治政府とPLCの関係に相当する。
2012年現在PNCの主たる事務所は、アンマンにあり、支部はラマッラーにある。

## 歴史
422名の代表が集まった第1回PNCは、1964年5月にエルサレムで行われ、パレスチナ民族契約を（パレスチナ民族憲章とも呼ばれる）採択した。パレスチナ人民の政治的表現としてPLOの創設も行い、PLO執行委員会の初代議長としてアフマド・シュケイリを選出した。会議にはヨルダンやヨルダン川西岸地区、ガザ地区、シリア、レバノン、クウェート、イラク、エジプト、カタール、リビア、アルジェリアのパレスチナ人代表が出席した。
次の会議は、カイロ（1965年）、ガザ（1966年）、カイロ（1968年-1977年）、ダマスカス（1979年-1981年）、アルジェ（1983年）、アンマン（1984年）、アルジェ（1988年）、ガザ（1996年と1998年）、ラマッラー（2009年）で行われた。
1969年2月にカイロの会議でヤーセル・アラファートがPLOの指導者に任命された。2004年に死去するまでPLOの指導者を（時に議長と呼ばれ、時に大統領と呼ばれた）続けた。
1988年11月にアルジェの会議で、PNCは一方的にパレスチナのアラブ国家独立を宣言した。
オスロ合意に署名すると、PNCは1996年4月にガザで会議を開き、504対54でイスラエルの存在権を否定するパレスチナ民族契約の一部を無効とする議決を行ったが、憲章自体は正式に変更されたり草案を練り直すことはなかった。最も著名な議員の一人でパレスチナ系アメリカ人学者で活動家のエドワード・サイードは、オスロ合意が第三次中東戦争によって故郷を奪われたパレスチナ難民の権利を軽んじ平和をもたらすことにはならないと考えたため、PNCを脱退した。
1998年12月、PNCは和平推進の継続を求めるイスラエルのベンヤミン・ネタニヤフ首相の主張についてガザで会議を開いた。アメリカ合衆国大統領クリントンも同席した会談では、イスラエルの存在権を否定するパレスチナ民族契約の一部の無効を再度承認したが、依然としてパレスチナ民族契約の変更や再草稿化は正式には行わなかった。

## 参照
1. 1 2 3  Palestine National Council
2. ↑  Palestine National Council - Main Office, Branch Offices
3. ↑  The parliament of the Palestine Liberation Organisation (PLO) elected on Thursday six new members to its executive body.
4. ↑  PNC Convenes in Ramallah Wednesday to Select PLO Exec. Committee Members